# 정부업무평가위원회
정부업무평가위원회(政府業務委員會, Government Performance Evaluation Committee)는 정부 업무 평가의 실시와 평가 기반의 구축을 체계적이고 효율적으로 추진하기 위하여 설치된 국무총리 소속의 정부위원회이다. 설치 근거는 정부업무평가기본법 제9조와 제10조이다.

## 구성
이 위원회는 위원장 2인을 포함한 15인 이내의 위원으로 구성한다. 위원장은 당연직 위원장인 국무총리, 그리고 대통령이 지명하는 민간위원장이 공동으로 담당한다.
당연직 정부위원은 기획재정부장관, 행정안전부장관, 국무조정실장 3인이다. 대통령이 위촉하는 민간위원은 아래의 요건 중 하나에 해당해야 하는데, 임기는 2년이고, 1차에 한하여 연임할 수 있다.
- 평가관련 분야를 전공한 자로서 대학이나 공인된 연구기관에서 부교수 이상 또는 이에 상당하는 직에 있거나 있었던 자
- 1급 이상 또는 이에 상당하는 공무원의 직에 있었던 자
- 그 밖에 평가 또는 행정에 관하여 가목 또는 나목의 자와 동등한 정도로 학식과 경험이 풍부하다고 인정되는 자

그밖에 위원회의 사무를 처리하기 위하여 국무조정실 소속 공무원 중에서 국무총리가 지명하는 자가 간사를 맡는다. 정부업무평가위원회 운영세칙에 따라 국무조정실 정부업무평가실장이 간사를 맡고 있다.

## 심의·의결 대상
1. 국가 차원의 중장기 평가기반의 구축·운영계획의 수립 및 추진에 관한 사항
2. 정부업무평가기본계획 및 정부업무평가시행계획의 수립에 관한 사항
3. 정부업무평가의 기획·조정·총괄에 관한 사항
4. 정부업무평가제도와 관련된 성과관리에 관한 사항
5. 정부업무평가결과의 활용 및 평가제도간 연계방안에 관한 사항
6. 정부업무평가결과의 보고에 관한 사항
7. 평가관련 기관 간 협조 및 평가업무의 조정에 관한 사항
8. 특정평가계획의 수립 및 시행에 관한 사항
9. 자체평가제도의 운영·개선에 관한 사항
10. 자체평가계획의 조정에 관한 사항
11. 자체평가결과의 확인·점검에 관한 사항
12. 자체평가결과에 대한 재평가에 관한 사항
13. 평가제도 운영실태의 점검에 관한 사항
14. 새로운 평가제도의 도입에 관한 사항
15. 이 법 또는 다른 법률에 의하여 위원회의 업무로 규정된 사항
16. 그 밖에 위원장이 정부업무평가제도의 발전을 위하여 위원회의 심의·의결이 필요하다고 인정하는 사항